# Hymne à la Liberté
L’Hymne à la Liberté (en grec : Ύμνος εις την Ελευθερίαν / Hýmnos eis tin Eleutherían) est un poème de 158 strophes écrit par Dionýsios Solomós en 1823. La musique fut composée par Nikólaos Mántzaros en 1828, et, en 1865, les vingt-quatre premières strophes devinrent l’hymne national  de la Grèce. Seules les deux premières sont jouées et chantées lors de l'élévation du drapeau,,.
À ce jour, l’Hymne à la liberté est officiellement l'hymne national de deux pays : la Grèce et Chypre.
Un concours a été ouvert par l’Organisation des Nations unies afin de donner à l’île de Chypre un nouvel hymne (avec ou sans paroles) et un nouveau drapeau (pouvant être facilement dessiné par un enfant) dans le cadre du « plan Annan ». Le plan du Secrétaire Général Kofi Annan ayant été rejeté par les Chypriotes grecs, les nouveaux symboles ne furent jamais adoptés.

## Paroles

### Paroles en grec
| En orthographe monotonique (1976–présent) | En orthographe polytonique (1823–1976) | En orthographe latine | Transcription API |
| --- | --- | --- | --- |
| Σε γνωρίζω από την κόψη Του σπαθιού την τρομερή, Σε γνωρίζω από την όψη, Που με βιά μετράει τη γη. Απ’ τα κόκκαλα βγαλμένη Των Ελλήνων τα ιερά, 𝄆 Και σαν πρώτα ανδρειωμένη, Χαίρε, ω χαίρε, ελευθεριά! 𝄇, | Σὲ γνωρίζω ἀπὸ τὴν κόψι Τοῦ σπαθιοῦ τὴν τρομερή, Σὲ γνωρίζω ἀπὸ τὴν ὄψι, Ποῦ μὲ βία μετράει τὴ γῆ. Ἀπ’ τὰ κόκκαλα βγαλμένη Τῶν Ἑλλήνων τὰ ἱερά, Καὶ σὰν πρῶτα ἀνδρειωμένη, Χαῖρε, ὦ χαῖρε, Ἐλευθεριά! | Se gnorízo apó tin cópsi Tou spathioú tin tromerí, Se gnorízo apó tin ópsi, Pou me via metráei ti gi. Ap' ta cóccala vgalméni Ton Hellínon ta hierá, 𝄆 Cai san próta andreioméni, Chaíre, o chaíre, Eleutheriá! 𝄇 | [s̠e̞ ɣno̞.ˈɾiˑ.z̠o̞̯‿ɐ.po̞ tiŋ ˈko̞ˑ.ps̠i ǀ] [tu s̠pɐ.ˈθçuˑ tin ˌtro̞.me̞.ˈɾiˑ ǀ] [s̠e̞ ɣno̞.ˈɾiˑ.z̠o̞̯‿ɐ.po̞ tin ˈo̞ˑ.ps̠i ǀ] [pu me̞ ˈvʝäˑ me̞.ˌträˑi̯ ti ˈʝiˑ ‖] [ɐp tɐ ˈko̞ˑ.kɐ.ˌlä vɣɐl.ˈme̞.ˑɲi ǀ] [to̞n e̞.ˈliˑ.no̞n tɐ je̞.ˈɾäˑ ǀ] 𝄆 [ˌce̞ s̠ɐm ˈpro̞ˑ.tɐ ɐn̪.ðri̯o̞.ˈme̞ˑ.ɲi ǀ] [ˈçe̞ˑ.ɾe̞̯‿o̞ ˈçe̞ˑ.ɾe̞ ǀ e̞le̞f.θe̞ɾ.ˈʝäˑ ‖] 𝄇 |

### Traductions non officielles
| En français | En anglais (par Rudyard Kipling, 1918)                                                                  | En turc,                                                                                        |
| --- | --- | ----------------------------------------------------------------------------------------------- |
| Premier couplet | |                                                                                                 |
| Je te reconnais au tranchant de ton glaive redoutable ; Je te reconnais à ce regard rapide Dont tu mesures la terre. | We knew thee of old, O, divinely restored, By the lights of thine eyes, And the light of thy Sword.     | Tanırım seni, kılıcının O korkunç keskinliğinden Tanırım seni bakışından O şiddetle sarmalayan. |
| Deuxième couplet | |                                                                                                 |
| Sortie des ossements Sacrés des Hellènes, 𝄆 Et forte de ton antique énergie, Je te salue, je te salue, ô Liberté ! 𝄇 | From the graves of our slain, Shall thy valor prevail, 𝄆 as we greet thee again, Hail, Liberty! Hail! 𝄇 | Kutlu kemiklerinden Dirilmiş Yunanların 𝄆 O eski yiğitliğiyle Yaşa, hey yaşa, Özgürlük! 𝄇       |